# Arachnothera everetti
Arachnothera everetti е вид птица от семейство Nectariniidae.

## Разпространение
Видът е разпространен в Бруней, Индонезия и Малайзия.